# Medianeras
Medianeras és una pel·lícula argentina de comèdia dramàtica de 2011 escrita i dirigida per Gustavo Taretto i protagonitzada per Javier Drolas i Pilar López de Ayala. Medianeras, el primer llargmetratge de Taretto, tracta sobre la història d'un noi i una noia que viuen en una mateixa illa de cases d'una zona densament poblada de la ciutat de Buenos Aires que per motius del destí encara no s'han creuat, malgrat que són l'un per a l'altre. La cinta inclou temàtiques com la solitud en la gran ciutat, la dependència al món virtual, la neurosi i la incidència de l'arquitectura en la vida dels seus habitants. La pel·lícula està basada en el premiat curtmetratge del mateix nom de 2005 escrit i dirigit per Taretto.
El film va ser produït a través de companyies de l'Argentina, Espanya i Alemanya. Es va estrenar al Festival Internacional de Cinema de Berlín al febrer de 2011 i es va projectar en alguns països europeus —a França va romandre quatre mesos en cartell— abans d'arribar a les sales argentines el 6 d'octubre. Després de la seva estrena, Medianeras va rebre candidatures als Premis Sur i Premis Còndor de Plata, i va ser premiada al Festival de Cinema de Gramado, on Taretto es va emportar els premis a millor pel·lícula, millor director i el premi del públic. Segons el lloc Todas Las Críticas, la pel·lícula va rebre en la seva majoria crítiques positives.

## Argument
En una ciutat superpoblada i caòtica com Buenos Aires, Martín és un fòbic en vies de recuperació que viu en un monoambiente, on passa la major part del seu temps pel fet que treballa com dissenyador web, és dependent del món virtual i organitza la resta de la seva vida a través d'Internet. Comparteix l'apartament amb la seva gossa, que era de la seva exxicota, qui el va deixar fa set anys per a anar-se a viure a Nova Jersey, Estats Units. En un altre edifici a poca distància de Martín viu Mariana, una noia recentment separada que, malgrat ser arquitecta, treballa decorant vidrieres. Mariana mira regularment un llibre de On està Wally? —segons ella, l'origen de la seva fòbia a les multituds—, intentant trobar a Wally a la ciutat, una pàgina que no ha aconseguit resoldre.
Mitjançant Internet, Martín contacta a una passejadora de gossos per a Susú, la seva gossa. Com la gossa no està acostumada a estar amb altres animals, Ana, la passejadora, li demana a Martín que l'acompanyi. Després de xerrar en una plaça, tots dos es dirigeixen al departament de Martín on tenen sexe. Mentrestant, Mariana és convidada a sopar per un company de treball, Lucas, i, malgrat no estar molt entusiasmada amb la proposta, finalment accepta. Aquesta nit es dirigeixen a un restaurant situat en el pis vint de l'Edifici Comega. Al moment de pujar-se a l'ascensor, Mariana li diu a Lucas que no es puja als ascensors perquè els té fòbia i que pujarà per l'escala. Lucas la companyia per l'escala però a mig camí es cansa i prefereix pujar la resta del tram en ascensor per a trobar-se amb ella a dalt. Una vegada sola en les escales, Mariana es penedeix d'haver assistit a aquesta cita, baixa corrent les escales i es retira del lloc.
Una nit posterior, Martín i Ana es tornen a veure en el departament d'ell i passen la nit, encara que ella sembla desinteressada i té altres compromisos paral·lels. Posteriorment, Martín coneix a una altra noia en un lloc web de cites amb qui es troba més tard. A pesar que es deceben mútuament, passen la nit junts. La nit següent, Martín comença a assistir a un club per a fer natació. Al mateix temps, Mariana també comença a fer natació; és aquí on coneix a Rafa, un psicòleg que necessita nedar per a poder dormir tranquil·lament. Després d'un parell de dies Rafa convida a sortir a Mariana, i ella, amb expectativa, accepta. La cita transcorre amb aparent incomoditat i el mateix succeeix més tard a la casa de Rafa a l'hora de tenir sexe. La nit següent Mariana va al club, però Rafa no apareix.
Amb la intenció de deixar entrar més llum al seu ambient, Mariana obre una nova finestra en el seu departament, la qual té sortida per la paret mitgera de l'edifici. Martín també decideix obrir una finestra en la mitgera, des de la qual s'aconsegueix veure la finestra de Mariana. Una nit, Martín es connecta a un xat on coincideix amb Mariana —que xatejava per primera vegada. Mentre mantenien una conversa interessant, i just abans que ell li passés el seu telèfon, es produeix un apagada elèctrica que els talla sobtadament la conversa. Gairebé al mateix temps, tots dos baixen al quiosc per a comprar veles i es troben breument. Al dies següent, mentre Mariana mira per la finestra veu a Martín passejant a la seva gossa pel carrer —en aquest moment vestit semblant a Wally, el protagonista del llibre que llegeix Mariana— i baixa ràpidament per a trobar-se amb ell.

## Repartiment
- Javier Drolas... Martín
- Pilar López de Ayala... Mariana
- Inés Efron... Ana
- Rafael Ferro... Rafa
- Carla Peterson... Marcela
- Adrián Navarro... Lucas
- Jorge Lanata... Traumatòlog
- Alan Pauls... Ex-xicot de Mariana
- Romina Paula... Ex-xicota Martín
- Miguel Dedovich... Psiquiatra

## Producció
La idea del projecte va sorgir l'any 2003 quan Gustavo Taretto va concebre una trama bàsica que incloïa un personatge masculí i un altre femení que no es coneixen, unida als conceptes de arquitectura, la vida en una gran ciutat i, d'acord amb Taretto, «la
presència del tecnològic amb relació a la solitud» i l'«aparició de la virtualitat». Encara que Taretto tenia ganes de fer un llargmetratge, va usar la premissa que tenia al cap per a realitzar un curtmetratge titulat Medianeras ue va costar al voltant de dues mil dòlars i es va estrenar en 2005, aconseguint un èxit inesperat per al director i pel que va rebre al voltant de quaranta guardons internacionals. Una vegada realitzat el curt, Taretto va començar a planificar l'adaptació a un format de llarga durada. «Tinc aquesta cosa una mica obsessiva i recurrent», va afirmar el director referint-se a la idea de tornar a filmar Medianeras.
| «                                                                              | El que vaig fer va ser escriure-ho amb el qual jo crec que són les virtuts que cal buscar en un curt: rodó, efectiu i sintètic. Quan vaig decidir treballar-ho com a llargmetratge ho vaig fer a partir de que el que jo entenc que són les riqueses del llarg: l'ambigüitat, els contrastos, els matisos. El curt és la cara lluminosa de la lluna, el llarg és la mateixa cara més el costat fosc. | » |
| — – Taretto sobre la diferència d'enfocament entre el curt i el llargmetratge. | |   |

A causa del caràcter arquitectònic de la pel·lícula, Taretto va donar gran importància a la seva estructura, construint la trama sobre aquesta base: «La simetria em va permetre una reflexió visual sobre Buenos Aires, un costat documental, i fins em vaig permetre una sort d'assaig social sobre la vida moderna en un context de comèdia romàntica», va recordar el director. El projecte del llargmetratge, des del seu inici fins a la seva producció, es va dur a terme entre 2007 i 2011; el procés d'escriptura va trigar dos anys, la cerca d'inversors un any i mig, la filmació i edició vuit mesos —es va filmar durant sis setmanes en Súper-16 i en menor mesura en 35 mm— i la postproducció un any. Un any abans de rodar la ficció, es van filmar plans «documentals» de la ciutat durant al voltant de deu dies, on es van gravar a prop de vuit-cents plans. La totalitat de la filmació va tenir lloc a Buenos Aires. La major part del pressupost de Medianeras provenia de l'Instituto Nacional de Cine y Artes Audiovisuales (INCAA), la resta de la producció es va finançar en conjunt a través de la productora argentina Rizoma Films, l'alemanya Pandora Filmproduktion, l'espanyola Eddie Saeta i la distribuïdora internacional The Match Factory, a més d'altres inversors menors. Per al rodatge es van utilitzar locaciones reals, excepte per als departaments dels dos protagonistes on es van crear escenografias. La inclusió d'animacions es va deure a la intenció del director d'aportar-li al film un estil collage i acompanyar l'estètica del llibre On està Wally?, el qual apareix en la pel·lícula.
Igual que el curt, el llargmetratge va estar protagonitzat per Javier Drolas, a qui el director coneixia del teatre independent. Taretto va triar a l'actor per al paper de Martín perquè «transmet molt amb molt poc» i les seves característiques físiques eren concordes al personatge que pretenia crear. Medianeras va ser el primer llargmetratge de Taretto i el debut de l'actriu espanyola Pilar López de Ayala al cinema argentí, qui va ocupar el lloc que l'actriu argentina Moro Anghileri havia tingut en el curtmetratge com a protagonista femenina. El director i guionista va seleccionar a López d'Ayala després de veure el seu treball al cinema francès, l'actriu va recordar: «Ell em va veure a En la ciudad de Sylvia i va pensar que si jo resultava creïble com a francesa també ho seria com a argentina». Abans i durant el rodatge, López d'Ayala va practicar l'accent porteny amb el docent d'actuació Guillermo Cacace.

## Estrena
Medianeras es va projectar en el Festival Internacional de Cinema de Berlín al febrer de 2011, on va tenir una bona recepció i va ser venuda a més de trenta països, sent la segona pel·lícula més venuda del festival. Abans d'arribar a les sales de l'Argentina es va estrenar en països com França —on va romandre quatre mesos en cartell—, el Brasil, Noruega i Holanda. El 6 d'octubre de 2011 es va estrenar als cinemes argentins. La seva estrena local va tenir una bona resposta en la taquilla, sent vista per 20.970 espectadors durant el seu primer cap de setmana i aconseguint el top 10. A l'Argentina, la pel·lícula va comptar amb un total de 60.352 espectadors i va recaptar 1.327.632,70 pesos argentins.

## Recepció

### Crítica
Al lloc Todas Las Críticas, a pel·lícula va aconseguir un 89% de crítiques positives, basat en 46 ressenyes. Claudio Minghetti del diari La Nación la va qualificar de «molt bona» i va escriure: «Taretto se suma ara al que sembla un nou i sorprenent capítol de la història del cinema argentí dels últims temps, una brisa necessària, fresca i esperançadora que, segurament, serà descoberta i agraïda pel públic». Isabel Croce de La Prensa a comentar que alguns moments del film «recorden a uns certs relats de Carver, o els de Paul Auster com Cigars» i va agregar que el director «es planta en forma original enfront del problema de la comunicació», concloent que «amb ajuda de la narració en off, bones dosis d'humor, utilització de la ironia i un cert escepticisme somrient és capaç de tramar una sòlida història amorosa amb base en fragments de sentiments i il·lusions que Javier Drolas i Pilar López de Ayala desgranen amb simpatia».
En la seva ressenya de la cinta, el diari Página/12 va publicar: «Graciosa, seductora, construïda amb temps i minúcia, Medianeras és el més semblant a una comèdia romàntica “piola” que el cinema argentí hagi donat en molt de temps», afegint que «no és, o no sembla ser, una història d'amor. Més aviat de desamor, de solitud i neurosi».
El crític V. A. Musetto del periòdic estatunidenc Nova York Post va observar picades d'ullet a Manhattan de Woody Allen i va afirmar que «la qualitat de la fotografia de Leandro Martínez complementa el lletrat guió de Taretto, encara que el final estil Hollywood desentona». Jeannette Catsoulis de The New York Times també va ressaltar el treball de fotografia de Martínez: «Lliscant sobre la distintiva silueta de Buenos Aires […] captura la seva desordenada erupció d'estils i èpoques amb alegre humor». Catsoulis va descriure la pel·lícula com a «intel·ligent, loquaç i dolçament empàtica amb les vides en línia» i va dir que Mitgeres «aprofita les veus en off de Martín i Mariana, alternant reflexions sobre ells mateixos i la seva ciutat». Escrivint per a la revista The Atlantic, Jon Frosch va dir: «Amb la seva ambientació de gran ciutat abarrotada, temàtiques d'alienació en l'era d'Internet i cursis adorns indie (veus en off, seqüències animades), el film resultarà familiar a qualsevol que hagi vist una agredolça comèdia romàntica de Sundance».

### Premis
| Organització                                              | Categoria                          | Guanyadors i nominats             | Resultat    | Ref(s) |
| --------------------------------------------------------- | ---------------------------------- | --------------------------------- | ----------- | ------ |
| Premis Sur                                                | Millor òpera prima                 | Gustavo Taretto                   | Nominat     | [ 5 ]  |
| Premio Cóndor de Plata                                    | Millor ópera prima                 | Gustavo Taretto                   | Nominat     | [ 6 ]  |
| Premio Cóndor de Plata                                    | Millor guió original               | Gustavo Taretto                   | Nominat     | [ 6 ]  |
| Premio Cóndor de Plata                                    | Millor fotografia                  | Leandro Martínez                  | Nominat     | [ 6 ]  |
| Premio Cóndor de Plata                                    | Millor direcció d'art              | Romeo Fasce i Luciana Quartaruolo | Nominats    | [ 6 ]  |
| Premio Cóndor de Plata                                    | Millor música                      | Gabriel Chwojnik                  | Nominat     | [ 6 ]  |
| Festival de Cinema de Gramado                             | Millor pel·lícula                  | Gustavo Taretto                   | Guanyador   | [ 7 ]  |
| Festival de Cinema de Gramado                             | Millor director                    | Gustavo Taretto                   | Guanyador   | [ 7 ]  |
| Festival de Cinema de Gramado                             | Premi del públic                   | Gustavo Taretto                   | Guanyador   | [ 7 ]  |
| Setmana Internacional de Cinema de Valladolid             | Espiga d'Or                        | Gustavo Taretto                   | Nominat     | [ 30 ] |
| Premis Cinematogràfics José María Forqué                  | Millor actriu                      | Pilar López d'Ayala               | Nominada    | [ 31 ] |
| Festival de Cinema Llatinoamericà de Tolosa de Llenguadoc | Premi del públic                   | Gustavo Taretto                   | Guanyador   | [ 32 ] |
| Festival de Cinema Llatinoamericà de Tolosa de Llenguadoc | Rail d'Oc al millor film de ficció | Gustavo Taretto                   | Guanyador   | [ 32 ] |
| Festival Internacional de Cinema de Berlín                | Premi del públic                   | Gustavo Taretto                   | Segon premi | [ 33 ] |
| La Mirada Film Festival                                   | Millor pel·lícula                  | Gustavo Taretto                   | Guanyador   | [ 34 ] |
| Festival Internacional de Cinema d'Atenes                 | Millor pel·lícula                  | Gustavo Taretto                   | Guanyador   | [ 35 ] |